# Niš

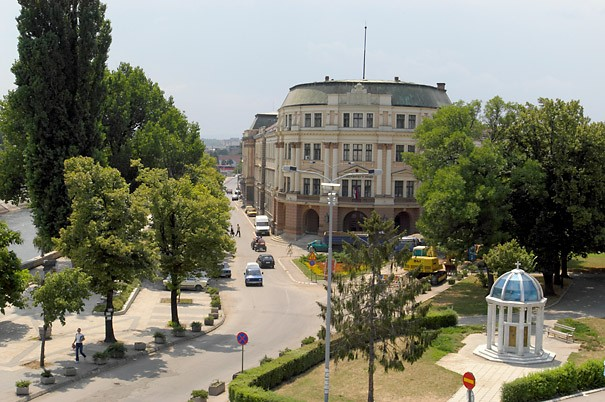
Niš vanaf het fort. Links de Nišava, in het midden de universiteit en rechts het monument voor de slachtoffers van het Navo-bombardement

Niš (Servisch: Ниш; Grieks: Ναισσος, Naissòs) is de op twee na grootste stad van Servië. De stad telt 260.237 inwoners (2011) en ligt ongeveer 250 km ten zuidoosten van Belgrado aan de Nišava op 192 meter boven zeeniveau. Niš is een industrie-, universiteits- en handelsstad en heeft een historisch strategische ligging in de regio. Niš beschikt over een vliegveld met internationale verbindingen, dat genoemd is naar Constantijn de Grote, die in het Romeinse Niš (Naissus) werd geboren.

## Bestuurlijke indeling
Niš bestaat uit de volgende gemeenten:
- Medijana
- Niška Banja
- Palilula
- Pantelej
- Crveni Krst

## Geschiedenis
Niš is een van de oudste steden van de Balkan. Gelegen op de kruising van wegen naar Istanboel, Belgrado, Sofia en Griekenland ligt het op een economisch en militair strategische plaats. In het Romeinse Rijk heette de stad Naissus (stad van de nimfen).
Na 395 behoorde de stad tot het Byzantijnse Rijk. In de daaropvolgende eeuwen was Niš afwisselend in Byzantijnse, Bulgaarse en Servische handen, om in 1385 voor het eerst door de Ottomaanse Turken te worden veroverd. Stefan Lazarević heroverde de stad voor de Serven, maar in 1459 werd ze opnieuw Turks, ditmaal om het tot 1878 te blijven. De Turken bouwden er tussen 1719 en 1723 een belangrijke vesting (Niška Tvrdjava), die er nog steeds staat. In 1878 kwam Niš met de Vrede van San Stefano weer in Servische handen.

## Bezienswaardigheden
- De vesting tvrdjava
- De Laat-Romeinse vindplaats Mediana
- De schedeltoren Ćele Kula

## Sport
FK Radnički Niš is de betaaldvoetbalclub van de stad en speelt haar wedstrijden in het Čair Stadion.
In 2012 was Niš een van de vier speelsteden tijdens het EK handbal (mannen).

## Geboren in Niš
- Constantijn de Grote (ca. 280-337), Romeins keizer en stichter van Constantinopel
- Dragiša Cvetković (1893-1969) premier van het Koninkrijk Joegoslavië
- Dragan Stojković (1965), voetballer
- Vladan Kujović(1978), voetballer
- Ivan Miljković (1979), volleyballer
- Miljan Mrdaković (1982-2020), voetballer
- Nikola Karabatic (1984), Frans handballer
- Uroš Vitas (1992), voetballer
- Aleksandar Pešić (1992), voetballer
- Andrija Živković (1996), voetballer
- Mihajlo Cvetković (2007), voetballer